# Andrzej Kowalik
Andrzej Kowalik (ur. 1947 w Zakrzówku) – polski artysta fotograf, uhonorowany tytułem Artiste FIAP (AFIAP). Członek Lubelskiego Towarzystwa Fotograficznego.

## Życiorys
Andrzej Kowalik absolwent Politechniki Warszawskiej, związany z lubelskim środowiskiem fotograficznym – od 1949 mieszka, pracuje, tworzy w Lublinie – fotografuje od lat 60. XX wieku. Uprawia fotografię architektury, fotografią krajobrazową oraz makrofotografię. Miejsce szczególne w jego twórczości zajmuje fotografia krajoznawcza – w zdecydowanej większości fotografia przyrodnicza. W pierwszej połowie lat 70. został członkiem rzeczywistym Lubelskiego Towarzystwa Fotograficznego, w którym (w latach 1973–1976) pełnił funkcję sekretarza w Zarządzie LTF. W 1993 był współzałożycielem Klubu Fotograficznego LX, funkcjonującego przy Oddziale Miejskim Polskiego Towarzystwa Turystyczno-Krajoznawczego w Lublinie. Od 1981 był współorganizatorem Ogólnopolskiego Przeglądu Filmu, Fotografii i Przeźroczy o Ochronie Przyrody Biosfera. 
Andrzej Kowalik jest autorem i współautorem wielu wystaw fotograficznych; indywidualnych, zbiorowych, poplenerowych, pokonkursowych. Brał aktywny udział w Międzynarodowych Salonach Fotograficznych, organizowanych (m.in.) pod patronatem FIAP, zdobywając wiele akceptacji, nagród, wyróżnień, dyplomów, listów gratulacyjnych. Pokłosiem udziału w Międzynarodowych Salonach Fotograficznych (pod patronatem FIAP) było przyznanie Andrzejowi Kowalikowi (w 1997 roku) tytułu honorowego Artiste FIAP (AFIAP) przez Międzynarodową Federację Sztuki Fotograficznej FIAP – z siedzibą w Luksemburgu. 
W 1999 został przyjęty w poczet członków Fotoklubu Rzeczypospolitej Polskiej Stowarzyszenia Twórców. Decyzją Komisji Kwalifikacji Zawodowych Fotoklubu RP, otrzymał dyplom potwierdzający kwalifikacje do wykonywania zawodu artysty fotografa, fotografika (legitymacja nr 131). W działalności Fotoklubu RP uczestniczył do 2021.

## Nagrody
- Nagroda Honorowa im. Fryderyka Kremsera (1999);